# Вирих фон Крихинген
Вирих фон Крихинген (на немски: Wirich zu Criechingen; † 15 юли 1587) е фрайхер на Крихинген (на френски: comté de Créhange) в департамент Мозел в Херцогство Лотарингия, господар на Дорсвайлер, Даун, Денсборн, Монтклер, Майнсберг, Ролинген, Септфонтенес и Хомбург.
Той е вторият син на фрайхер Йохан V фон Крихинген-Питинген, Бисен, Дагщул, Хомбург и Пулини, гранд-маршал на Люксембург († 1533) и съпругата му Ирмгард фон Ролинген († 14 май 1548). Брат е на фрайхер Георг I фон Крихинген-Питинген, гранд-маршал на Люксембург († 1567), женен 1525 г. за Филипа фон Лайнинген (1504 – 1554), и на Катерина, омъжена за Клод де Гурнай, господар де Талангес.
Братята поделят собствеността. Вирих основава католическата линия Крихинген-Хомбург-Брухкастел (до 1697).
Вирих умира на 15 юли 1587 г. и е погребан в Хомбург в Саарланд.

## Фамилия
Вирих фон Крихинген се жени на 15 юни 1545 г. за графиня Антония фон Салм-Кирбург († 1587/1589), дъщеря на граф Йохан VII фон Салм, вилд- и Рейнграф цу Кирбург (1493 – 1531) и графиня Анна фон Изенбург-Бюдинген-Келстербах († 1551/1557). Те имат децата:
- Кристоф († 1622/1623), фрайхер на Крихинген-Питинген, господар на Дорсвайлер, Септфонтенес, Адикт-Хомбург, женен на 15 август 1590 г. за Анна фон Бопард († сл. 1625)
- Вилхелм (* 1573; † 4 март 1610), фрайхер на Крихинген, господар на Хомбург, женен на 6 януари 1594 г. за графиня Маргарета Елизабет фон Щолберг († 1612)
- Петер Ернст I фон Крихинген(* 1547; † сл. 1607), фрайхер на Крихинген-Питинген, господар на Дорсвайлер, Монтклер, Мандерн, Майнсберг, Денсборн и Малберг, гранд-маршал на Люксембург, женен пр. 1574 г. за графиня Мария фон Мансфелд (1545 – 1588)